# A3 (företag)
A3 är en svensk börsnoterad teleoperatör, IT-leverantör och Internetleverantör med privat- och företagskunder över hela Sverige.
Företag arbetar med tjänsterna Bredband, Mobiltelefoni, C_More_Entertainment, Viaplay och  Datormoln

## Historia
Under 2016 förvärvde Alltele konkurrenten T3:1
Företaget inledde 2017 ett samarbete med Techbuddy:2
A3 avnoterades från Stockholmsbörsen i december 2020 efter det att Bredband2 förvärvat bolaget.
I juli 2021 slogs A3 ihop med Bredband2, vilket gjorde att A3 försvann som varumärke och alla kunder flyttades istället till Bredband2. Detta gällde dock endast för privatpersoner och A3 för företag kommer att finnas kvar.